# La Doulou
La Doulou (La Douleur) est un recueil de notes d'Alphonse Daudet relatant la souffrance subie à cause du tabes dorsalis, les conséquences de cette maladie sur ses relations amicales, familiales et interpersonnelles, ainsi que les divers médicaments pris et les traitements physiques subis dans son combat contre la maladie. A l'origine, Daudet avait commencé à prendre ces notes pour un projet de livre, mais aucun de ces documents n'a été publié de son vivant. Il envisageait d'utiliser le titre La Doulou, un mot provençal signifiant douleur, qu'il a entendu lors de son séjour aux établissement thermaux de Lamalou-les-Bains, en Occitanie. Le recueil a été publié post-mortem en français en 1930 dans un volume intitulé La Doulou (La Douleur) : 1887-1895 et Le Trésor d'Arlatan : 1897,.
Il se divise en 2 parties : 
- « Μαθήματα — Παθήματα », que Daudet traduit par « Les vraies élémentaires [au sens de connaissances] - La Douleur », où il décrit ses maux et ses douleurs
- « Aux pays de la Douleur », dont l'édition anglaise de l'ouvrage tire probablement son titre[3], où Daudet se concentre sur ses séjours à "l'hôtel", aux sources thermales de Lamalou.

## Synopsis
Daudet consigne des observations, des expériences et des aphorismes liés à ses intenses souffrances au cours de nombreuses années (1887-1895, si l'on en croit le titre du recueil). Il décrit ses symptômes de manière graphique et détaillée et trace leur progression.

« Tous les soirs, contracture des côtes atroce. Je lis, longtemps, assis sur mon lit — la seule position endurable ; pauvre vieux Don Quichotte blessé, à cul dans son armure, au pied d’un arbre.
Tout à fait l’armure, cruellement serrée sur les reins d’une boucle en acier — ardillons de braise, pointus comme des aiguilles. Puis le chloral, le « tin-tin » de ma cuiller dans le verre, et le repos.
Des mois que cette cuirasse me tient, que je n’ai pas pu me dégrafer, respirer.
[...] Ce que j’ai souffert hier soir — le talon et les côtes ! La torture… pas de mots pour rendre ça, il faut des cris.
D’abord, à quoi ça sert, les mots, pour tout ce qu’il y a de vraiment senti en douleur (comme en passion) ? Ils arrivent quand c’est fini, apaisé. Ils parlent de souvenir, impuissants ou menteurs. »

— Alphonse Daudet, La Doulou

Cela commence par des crises isolées de douleurs nerveuses atroces, et finit par devenir une litanie quotidienne de douleur. Il compare la douleur à une « invasion », à une « infiltration », voire au « supplice de la croix » (« torsion des mains, des pieds, des genoux, les nerfs tendus, tiraillés à éclate »). Pour la combattre, il consomme des médicaments comme l'opium, le bromure et l'hydrate de chloral. 

« Visite à la petite maison, là-bas.
Depuis déjà longtemps, depuis le bromure, je n’avais pas eu recours à la morphine.
Passé là trois heures charmantes ; la piqûre ne m’a pas trop bouleversé, et toujours rendu bavard, extravasé. Toute cette fin de journée un peu roulante et comme absinthée.
Le soir, dîné avec Goncourt, causerie jusqu’après onze heures, l’esprit libre.
Mauvaise nuit, réveillé en sursaut à trois heures ; pas de douleurs, mais des nerfs et la peur de la douleur. J’ai dû reprendre du chloral — ça m’a fait 3 gr. 1/2 pour la nuit — et lire vingt minutes. »

— Alphonse Daudet, La Doulou
Il commente les effets de sa maladie sur sa famille et ses amis, ainsi que sa vision de la vie.

Il décrit les différents traitements physiques qu'il a subis, notamment la suspension dans les airs (via l'appareil de Seyre), les régimes, bains et diverses injections. Il détaille également ses observations sur les autres malades et ses interactions avec eux. Au cours des dernières années, il fréquente les établissements thermaux, devenant une célébrité parmi les autres patients. Il décrit en détail son séjour dans ces lieux. 

« Elle est bien comique cette station pour anémiés. On ne se rappelle pas un nom ; tout le temps à chercher ; grands trous dans la conversation. À dix pour trouver le mot « industriel ». [...] Station de névropathes. Silhouettes de béquillards, sur les routes de campagne entre les haies de bois très hautes ; on se raconte ses maux, toujours bizarres, imprévus ; pauvres femmes toutes simples, des campagnardes affinées par le mal. — Bains de boue dans une forêt du Nord.
Installation bizarre. Une rotonde vitrée sur le marais de boue noire où l’on vous enfonce péniblement. Sensation délicieuse de cette glu chaude et molle par tout le corps ; les uns en ont jusqu’au cou, d’autres jusqu’aux bras ; on est là une soixantaine, pêle-mêle, riant, causant, lisant grâce à des flotteurs en planche. Pas de bêtes dans la boue, mais des milliers de petites jaillissures chaudes qui vous chatouillent doucement. »

— Alphonse Daudet, La Doulou
Daudet cessa de prendre ces notes quelques années avant sa mort (en 1897 à Paris).

## Critiques
Daudet avait initialement prévu d'utiliser ses notes sur ses souffrances pour en faire soit un roman, soit une autobiographie. Cela se remarque quand il évoque un dialogue « qui serait intéressant à développer. » On peut en déduire qu'il avait pour projet de se servir de ces notes comme d'inspiration pour écrire. Après avoir discuté de l'œuvre projetée avec son collègue écrivain Edmond de Goncourt, Goncourt a prédit que l'œuvre serait superbe car Daudet écrirait à partir d'une expérience personnelle intense. Bien que le livre ne vit jamais le jour, le traducteur Julian Barnes est d'accord avec la prédiction de Goncourt concernant la collection dans sa forme actuelle. Il estime que le format des notes est approprié et adapté au sujet en raison de son implication dans le temps qui passe et de son absence de déguisement.
Selon le critique Richard Eder, cette œuvre mérite une reconnaissance durable. Daudet explore avec ironie un sujet sombre et angoissant, offrant au lecteur des images fortes en un minimum de mots. Certains des moments les plus poignants du livre sont les expressions de sympathie de Daudet envers ses compagnons de souffrance, qu'il nomme souvent « sosies. »